# Samtgemeinde Bothel
Die Samtgemeinde Bothel ist eine Samtgemeinde im Landkreis Rotenburg (Wümme) in Niedersachsen. In ihr haben sich sechs Gemeinden zur Erledigung ihrer Verwaltungsgeschäfte zusammengeschlossen. Der Sitz der Verwaltung der Samtgemeinde befindet sich in Bothel.

## Geographie

### Geographische Lage
Die Samtgemeinde liegt in der Wümmeniederung und in Ausläufern der Achim-Verdener Geest. Beide bilden Teilgebiete des Naturraums Stader Geest. Die Mitgliedsgemeinden befinden sich in einer naturbelassenen Geest-, Wald- und Heideregion zwischen den Bächen Rodau und Wiedau, Zuflüssen der Wümme.

### Nachbargemeinden
Nachbargemeinden sind die Stadt Rotenburg (Wümme), die Gemeinde Scheeßel, die Stadt Schneverdingen und die Gemeinde Neuenkirchen (Landkreis Heidekreis), die Stadt Visselhövede, die Gemeinde Kirchlinteln (Landkreis Verden) und die Samtgemeinde Sottrum.

### Samtgemeindegliederung
Mitgliedsgemeinden sind von West nach Ost:
- Westerwalsede
- Kirchwalsede
- Hemsbünde
- Bothel (Zentralort)
- Brockel
- Hemslingen

## Geschichte
Die Region der heutigen Samtgemeinde Bothel war ursprünglich, vor allem wegen der für die Landwirtschaft ungünstigen Geestlage, sehr arm. Viele Einwohner mussten auswärts arbeiten, beispielsweise in den Niederlanden. 1906 wurde eine Eisenbahn von Bremerhaven nach Hannover gebaut (Bahnstrecke Bremervörde–Walsrode), die zwischen den Orten Brockel und Bothel entlangführte und 1958 stillgelegt wurde. 1963 wurde der Streckenabschnitt zwischen Brockel und Wittorf abmontiert, heute befindet sich auf diesem Teilstück ein Fahrradweg. Der Abbau der Reststrecke von Brockel nach Rotenburg erfolgte 2009. 1928 kam die Eisenbahn Rotenburg (Wümme)–Verden (Aller) durch Westerwalsede hinzu. Nach dem Zweiten Weltkrieg zogen viele Flüchtlinge und Heimatvertriebene in das Gebiet der Samtgemeinde, das auch in den folgenden Jahren durch Zuzug aus verschiedenen deutschen Regionen ein Einwohnerwachstum erlebte. 1971 wurde die Samtgemeinde Bothel zunächst noch ohne die Gemeinden westlich der Bundesstraße 440 gegründet. Erst 1974 kamen Kirchwalsede und Westerwalsede hinzu, so dass die Samtgemeinde im Wesentlichen die beiden alten Kirchspiele Brockel und Kirchwalsede vereinigte. Sitz der Verwaltung wurde der nach Einwohnerzahl größte und zentral gelegene Ort Bothel.

## Religionen
Die meisten konfessionell gebundenen Einwohner gehören der evangelisch-lutherischen Kirche an. Die evangelisch-lutherischen Christen gehören zu den Kirchengemeinden Brockel und Kirchwalsede innerhalb der Kirchenregion Visselhövede, in welcher die Gemeinden Brockel, Kirchwalsede und Visselhövede vereinigt sind. Die römisch-katholischen Einwohner gehören zur Corpus-Christi-Gemeinde Rotenburg. Daneben gibt es Einwohner islamischen Glaubens, Zeugen Jehovas, Angehörige von Freikirchen, Baptisten, Angehörige der neuapostolischen Kirche sowie wie in ganz Deutschland eine wachsende Gruppe Konfessionsloser.

## Politik

### Samtgemeinderat
Der Rat der Samtgemeinde Bothel besteht aus 22 Ratsfrauen und Ratsherren. Dies ist die festgelegte Anzahl für eine Gemeinde mit einer Einwohnerzahl zwischen 8.001 und 9.000 Einwohnern. Die Ratsmitglieder werden durch eine Kommunalwahl für jeweils fünf Jahre gewählt. Die aktuelle Amtszeit begann am 1. November 2021 und endet am 31. Oktober 2026.
Stimmberechtigt im Rat der Samtgemeinde ist außerdem der hauptamtliche Samtgemeindebürgermeister Dirk Eberle (Parteilos, Kandidat der SPD).
Die letzte Kommunalwahl am 11. September 2016 ergab das folgende Ergebnis:
| Partei/Liste                                      | 2021 | 2016 |
| ------------------------------------------------- | ---- | ---- |
| CDU                                               | 10   | 11   |
| SPD                                               | 6    | 6    |
| GRÜNE                                             | 2    | 2    |
| Bürgerliste Samtgemeinde Bothel (BLSGB)           | 2    | 1    |
| Bürgerliste „Klima, Gesundheit, Soziales“ (BLKGS) | 1    | –    |
| FDP                                               | 1    | –    |
| Wählergemeinschaft Samtgemeinde Bothel (WSB)      | –    | 2    |

### Samtgemeindebürgermeister
Hauptamtlicher Samtgemeindebürgermeister der Samtgemeinde Bothel ist Dirk Eberle (Kandidat der SPD, Parteilos). Bei der Bürgermeisterwahl am 25. Mai 2014 wurde er mit 60,0 Prozent der Stimmen gewählt. Sein Gegenkandidat Michael Fehlig erhielt 40,0 Prozent. Die Wahlbeteiligung lag bei 61,2 Prozent. Eberle trat sein Amt am 1. November 2014 an und löste den bisherigen Amtsinhaber Rüdiger Woltmann (parteilos) ab, der nicht mehr kandidiert hatte.
Bei der Wahl zum Samtgemeindebürgermeister 2021 wurde Eberle mit 85,69 Prozent der Stimmen im Amt bestätigt.

### Wappen
Blasonierung: Im schrägrechts durch einen silbernen Wellenbalken geteilten Schild im oberen roten Feld eine silberne Eiche mit sechs Wurzelenden und sechs Blättern und im unteren grünen Feld ein silbernes nach rechts springendes Pferd.
Der Eichenbaum mit den sechs Blättern steht für die sechs Mitgliedsgemeinden der Samtgemeinde. Das Pferd symbolisiert die Bedeutung der Landwirtschaft und der Pferdezucht im Gebiet der Samtgemeinde. Der Wellenbalken schließlich steht für die verschiedenen Bäche, die die Gegend durchziehen.

### Flagge
Die Flagge der Samtgemeinde ist grün-weiß mit dem Samtgemeindewappen auf dem breiteren weißen Mittelstreifen.

## Kultur und Sehenswürdigkeiten
Sehenswert sind die Holländerwindmühle im Ortsteil Brockel, dort und in Kirchwalsede befinden sich auch alte Dorfkirchen. Zwischen Hemsbünde, Kirchwalsede und dem Zentralort Bothel befinden sich die Bullenseen.

## Wirtschaft und Infrastruktur

### Wirtschaft
In der Samtgemeinde Bothel befinden sich verschiedene holzverarbeitende Industriezweige, ein großer Betrieb für Karosseriebau und lebensmittelverarbeitende Gewerbe. In Brockel wird Holzspielzeug (Sievers) hergestellt.
Außerdem ist die Gegend Zielgebiet für Kurzurlauber, Fahrradfahrer und Wassersportler, denen hier verschiedene Seen (Bullenseen) und kleinere Flüsse als Paddelrevier zur Verfügung stehen. Beliebt sind bei Urlaubern auch Reit- und Jagdaufenthalte.
Bis 2011 wurde in der Gemeinde Gas aus tieferen Schichten durch Fracking gefördert. Daneben wird an zahlreichen Bohrstellen vor allem in den Ortsteilen Bellen und Söhlingen konventionell Erdgas gefördert. Das verunreinigte Lagerstättenwasser wird in 700 bis 1700 Meter Tiefe verpresst, wobei es 2011 in Söhlingen zu einem Umweltunfall kam.

### Soziale Einrichtungen
Brockel ist Standort eines Pflegeheimes, in Bothel, Hemslingen und Kirchwalsede befinden sich Erziehungseinrichtungen für Kinder und Jugendliche. In Kirchwalsede, Bothel und Brockel befinden sich Hausarztpraxen. In Bothel und Kirchwalsede sind außerdem Zahnarztpraxen angesiedelt. Fast die gesamte Samtgemeinde gehört zum KV-ärztlichen Notdienstbezirk Rotenburg, lediglich Hemslingen wird vom KV-Notdienst in Soltau betreut. Nächstgelegene Krankenhäuser sind das Agaplesion Diakonieklinikum Rotenburg, die Aller-Weser-Klinik in Verden und das Heidekreis-Klinikum in Soltau.

### Verkehr

#### Straßen
Der Verkehr durchquert hauptsächlich in Nord-Süd-Richtung die Samtgemeinde, die sich vor allem von Ost nach West erstreckt. Durch das Samtgemeindegebiet verlaufen die B 440, B 71 und verschiedene Kreisstraßen, welche die Samtgemeinde in Ost-West-Richtung erschließen.

#### Busverkehr
Der öffentliche Verkehr besteht aus Linienbusverbindungen fast nur zu den Schulzeiten und einem Anrufsammeltaxisystem.

#### Schienenverkehr
Im äußersten Westen durchquert die Bahnstrecke Verden–Rotenburg das Samtgemeindegebiet. Der Bahnhof Westerwalsede wird nicht mehr im Personenverkehr bedient und dient nur noch als Betriebsbahnhof. Nächste Bahnstationen sind Rotenburg (Wümme), Visselhövede und Verden (Aller).
Früher verlief durch das heutige Samtgemeindegebiet die Bahnstrecke Bremervörde–Walsrode.

#### Flughäfen
In etwa 95 km Distanz liegt der Flughafen Hamburg, in 70 km Distanz liegt der Flughafen Bremen, bei der Kreisstadt Rotenburg befindet sich der Flugplatz Rotenburg.